# Grijsborstprinia
De grijsborstprinia (Prinia hodgsonii) is een zangvogel uit de familie Cisticolidae. Deze vogel is genoemd naar de Britse natuuronderzoeker Brian Houghton Hodgson.

## Verspreiding en leefgebied
Deze soort komt voor van Pakistan tot Indochina en telt zes ondersoorten:
- P. h. rufula: van de Himalaya van noordelijk Pakistan tot noordoostelijk India, westelijk Myanmar en zuidwestelijk China.
- P. h. confusa: het zuidelijk-centraal China an noordelijk Indochina.
- P. h. hodgsonii: van westelijk India tot Bangladesh en het westelijk-centraal Myanmar.
- P. h. erro: van centraal Myanmar via Thailand tot zuidelijk Indochina.
- P. h. albogularis: zuidelijk en zuidoostelijk India.
- P. h. pectoralis: Sri Lanka.

## Status
De grootte van de populatie is niet gekwantificeerd maar de soort wordt omschreven als plaatselijk algemeen in een groot deel van zijn verspreidingsgebied. Op de Rode lijst van de IUCN heeft deze soort de status niet bedreigd.